# Laura Lima
Laura Lima (Governador Valadares, Minas Gerais, Brasil) é uma artista brasileira contemporânea que vive e trabalha no Rio de Janeiro. Desde os anos 90, discute em suas obras a matéria do vivo, entre outros temas. Segue fazendo seu trabalho de arte com exposições no Brasil e no exterior. Suas obras encontram-se em coleções de instituições como Bonniers Konsthall, Estocolmo, Suécia; Instituto Inhotim, Brumadinho, Brasil; MAM - Museu de Arte Moderna, São Paulo, Brasil; Migros Museum für Gegenwartskunst, Zurique, Suíça; Pinacoteca do Estado de São Paulo, Brasil; Itaú Cultural, São Paulo, Brasil; Museu de Arte da Pampulha, Belo Horizonte, Brasil; Museu Nacional de Belas Artes, Rio de Janeiro, Brasil; Hammer Museum, Los Angeles, EUA; MASP - Museu de Arte de São Paulo, Brasil, entre outras. 

## Biografia
Nascida em Governador Valadares, Laura Lima se mudou para o Rio de Janeiro ainda na adolescência. Graduada em Filosofia pela Universidade do Estado do Rio de Janeiro (UERJ), estudou também em cursos livres da Escola de Artes Visuais do Parque Lage, Rio de Janeiro. É uma das sócias fundadoras da galeria de arte A Gentil Carioca. Atualmente é representada pelas galerias A Gentil Carioca (Rio de Janeiro), Galeria Luisa Strina (São Paulo) e Tanya Bonakdar Gallery (Nova York). 

## Trabalho

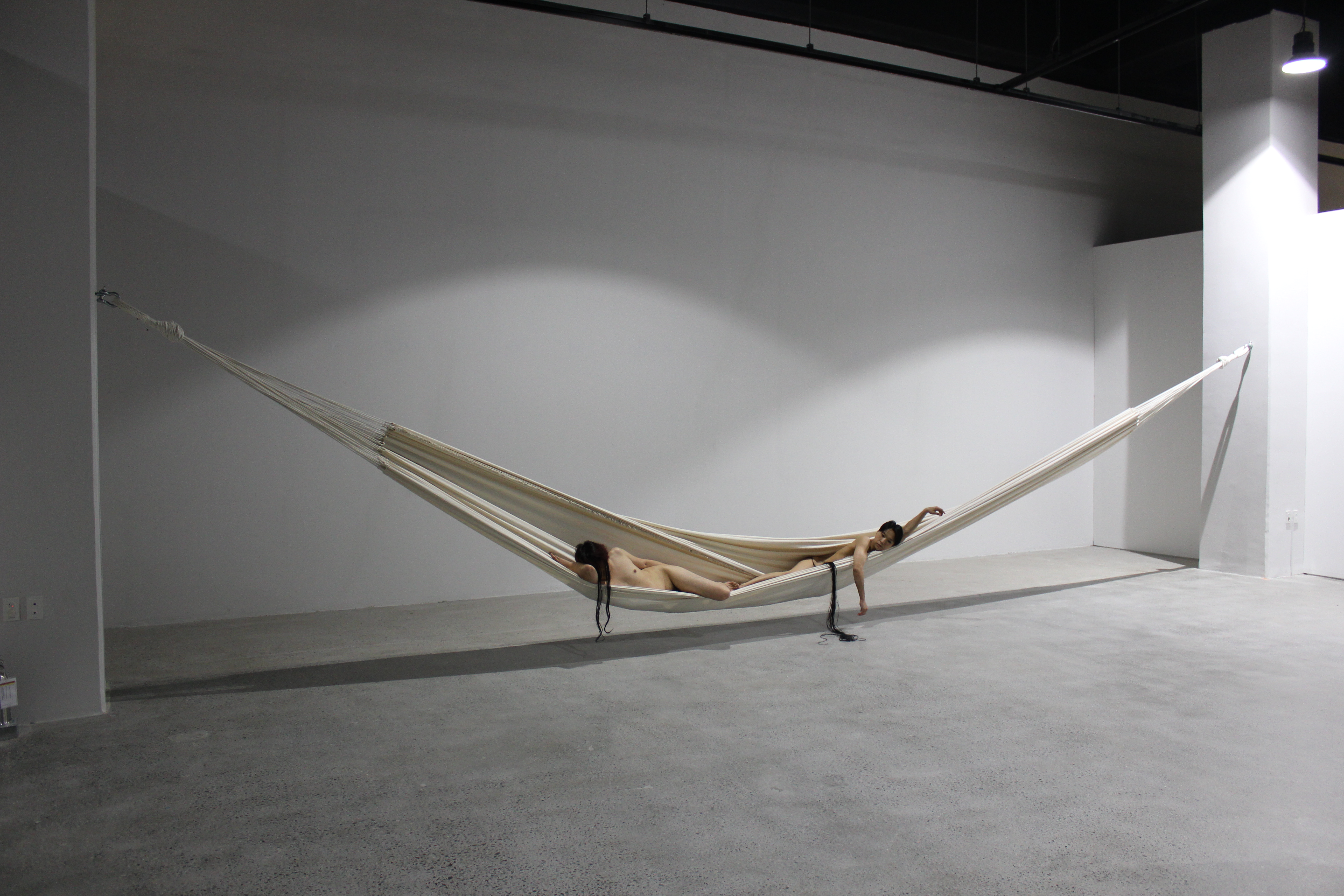
Pelos + rede (Homem = carne/Mulher = carne), Bienal de Busan, Busan, Coreia do Sul (2018)

Laura Lima iniciou o conjunto de suas obras nos anos 90 e desde então é uma das principais artistas de sua geração. Sua obra escapa de uma classificação fácil e ela costuma dizer que seus trabalhos não são performances ou instalações, mas sim tentativas de articular visualmente, na realidade concreta, um glossário pessoal de conceitos que a artista vem trabalhando ao longo de sua carreira. É a primeira artista brasileira a ter obras autorais adquiridas na categoria “Performance” (sic) por um museu brasileiro, o Museu de Arte Moderna de São Paulo, em 2000.

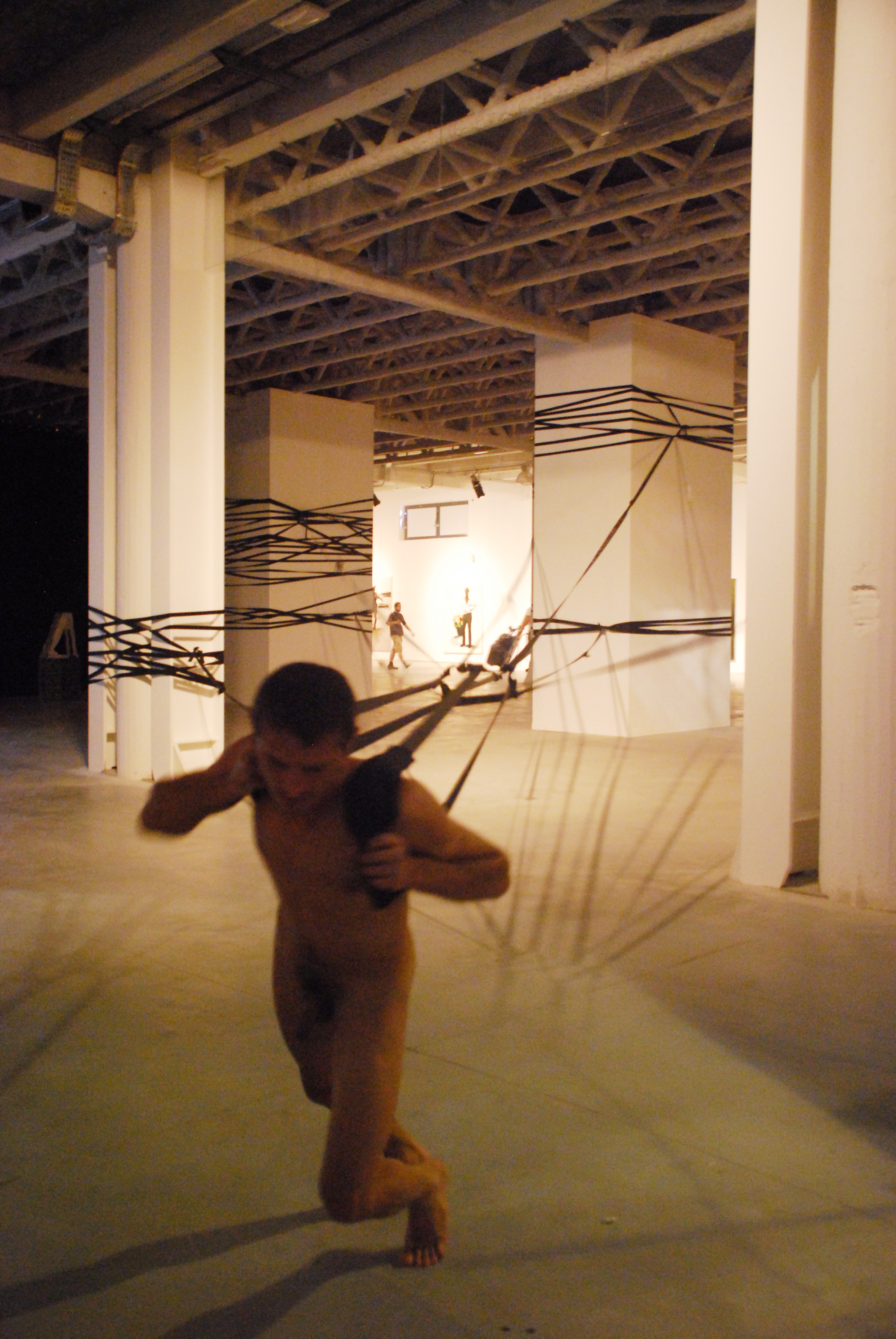
Puxador-colunas (Homem = carne/Mulher = carne), Bienal de Lyon, Lyon, França (2011)

A artista inicia, em 1994, o conhecido conjunto de trabalhos Homem = carne/ Mulher = carne, tratando da materialidade dos seres vivos como parte integrante de sua obra, estabelecendo um jogo conceitual complexo sobre a ideia de performance; rejeitando tal definição; e lançando novas noções sobre a temporalidade de exibições destes trabalhos, além de novas articulações sobre esta linguagem e a dos museus e galerias. Alguns trabalhos desse conjunto são Puxador-paisagem (H = c/M = c), Bala (H = c/M = c), Quadris (H = c/M = c), Marra (H = c/M = c), Dopada (H = c/M = c), etc. Assim, as obras de Lima costumam estirar os limites dos conceitos e classificações habituais, a partir principalmente da utilização de seres vivos (''matéria'': animais ou seres humanos) em circunstâncias pouco usuais, causando estranhamento e situações controversas ou provocativas, como nos trabalhos Galinhas de gala ou Faisões com comida. 
É o caso do trabalho The Inverse, que consiste numa enorme corda de nylon trançada cuja largura vai diminuindo de uma ponta à outra que atravessa e serpenteia o espaço expositivo. A sua ponta mais fina deve ser colocada entre as pernas de uma participante, que está deitada, com o resto do corpo escondido por uma parede falsa. Fica a cargo da participante se a mesma deseja inserir a ponta na vagina, usando um protetor de dedo, ou deixá-la entre as pernas. A obra é menção honrosa na lista do site Huffpost dos dez projetos de arte mais controversos do último século, em que constam obras de artistas como Marcel Duchamp, Robert Mapplethorpe e Guerrilla Girls. Na exposição The Inverse, realizada em 2016 no Institute of Contemporary Art (ICA) – Miami, Estados Unidos, houve uma controvérsia quando uma participante da obra alegou ter sido levada pelas instruções do trabalho à ''autoviolação''. A acusação não prosseguiu pois, em todos os trabalhos de Lima que incluem pessoas, a contratação de cada indivíduo é contratual e juridicamente acompanhada, de forma que o/a participante não é levado/a a fazer nada que não tenha sido previamente acordado. O ICA veio a público esclarecer que o museu ou a artista não pressionaram a participante e que a decisão do que fazer com a corda estava a cargo dela. O livre arbítrio é parte essencial da obra.
Laura Lima recebeu em 2014 o BACA, Prêmio Bonnefanten de Arte Contemporânea, Holanda; e, em 2007, Lima recebeu o Prêmio Marcantonio Vilaça. A artista também foi indicada para o Prêmio Francophone de 2011 e o Prêmio Hans Nefkens de 2012. Lima foi co-curadora da 7ª Bienal do Mercosul, em 2009, com Victoria Noorthoorn e Camilo Yáñez.

## Exposições

### Exposições individuais
- 2021 – 6 Feet Over, Galeria Tanya Bonakdar, Los Angeles, EUA
- 2020 – Réu Hell, Baile do Sarongue, Museu do Amanhã, Rio de Janeiro, Brasil
- 2019 – I hope this finds you well, Tanya Bonakdar Gallery, Nova York, EUA
- 2019 – Balé Literal, A Gentil Carioca, Rio de Janeiro, Brasil
- 2019 – Qual, Galeria Luisa Strina, São Paulo, Brasil
- 2018 – Cavalo Come Rei, Fundação Prada, Milão, Itália
- 2018 – Alfaiataria, Fundação Pinacoteca, São Paulo, Brasil
- 2018 – Wrong Drawings, Goodman Gallery, Johannesburg, África do Sul
- 2017 –  A room and a half, CCA - Center for Contemporary Art Ujazdowski Castle, Varsóvia, Polônia
- 2016 –  The Inverse, ICA - Instituto of Contemporary Arts Miami, Miami, EUA
- 2015 –  The Naked Magician, National Gallery of Denmark, Copenhagen, Dinamarca
- 2015 –  El Mago Desnudo, MALBA - Museo de Arte Moderno de Buenos Aires, Argentina
- 2015 – Ágrafo, Galeria Luisa Strina, São Paulo, Brasil
- 2015 – Cinema Shadow n2 Segundo, Centro Cultural Banco do Nordeste, Fortaleza
- 2015 – Cinema Shadow n2 Segundo, Teatro Margarita Xirgu, Buenos Aires, Argentina
- 2014 – The Fifth Floor, Bonnefantenmuseum, Maastricht, Holanda
- 2014 – The Abstraction, Lilith Performance Studio, Malmo, Suécia
- 2014 – The Naked Magician, Bonniers Konsthall, Estocolmo, Suécia
- 2013 – Bar Restaurant and Naked Magician, Migros Museum fur Gegenwartskunst, Zurique, Suíça
- 2013 – Por Amor a la Disidencia, MUAC, Cidade do México, México
- 2013 – Song, colaboração com James Tyson e Ranters Theater, Arts House, Melbourne, Austrália
- 2012 – Notas de Rodapé, A Gentil Carioca Lá, Galeria A Gentil Carioca, Rio de Janeiro, Brasil
- 2012 – Cinema Shadow n1 Unspecified, Shortwave Cinema, Londres, Inglaterra
- 2012 – Cinema Shadow n2 Segundo, Fundação Eva Klabin, Rio de Janeiro, Brasil
- 2010 – Grande, Casa França Brasil, Rio de Janeiro, Brasil
- 2010 – Laura Lima, La Centrale, Montreal, Canadá
- 2010 – Baile, Sesc, São Paulo, Brasil
- 2009 – Nuvem, Casa de Cultura Laura Alvim, Rio de Janeiro, Brasil
- 2008 – Fuga, A Gentil Carioca, Rio de Janeiro, Brasil
- 2007 – Ornamental Philosophy, Hardcore Art Contemporary Space, Miami, EUA
- 2005 – Paisagem, Museu do Estado, Recife, Brasil
- 2004 – Baile, Parque Lage, Rio de Janeiro, Brasil
- 2004 – Instâncias, Chapter Art Centre, Cardiff, País de Gales
- 2003 – Costumes Loja, Casa Triângulo, São Paulo, Brasil
- 2002 – Costumes, Mala Galerija, Moderna Galerija, Ljubljana, Eslovênia
- 2002 – Homem = carne/Mulher = carne & Costumes, Museu de Arte da Pampulha, Belo Horizonte, Brasil
- 2000 – Project Rooms, Arco-Madrid, Madrid, Espanha
- 2000 – Puxador Paisagem (H = c/M = c), Escola de Crítica, São Paulo, Brasil
- 2000 – Laura Lima a Serviço do RhR, 24 dias em Madrid, Espacio Uno e cidade de Madrid, Museu Reina Sofía, Madrid, Espanha

### Exposições coletivas
O trabalho de Lima foi incluído em prestigiosas exposições coletivas ao longo de sua trajetória, como as 24ª e 27ª Bienais de São Paulo, Brasil; 2ª e 3ª Bienais do Mercosul em Porto Alegre, Brasil; XI Bienal de Lyon, França, 2011; 11, 12, 13, 14 e 15 Rooms em várias cidades a partir de 2011; Bienal de Sharjah, Emirados Árabes Unidos, 2019; Bienal de Busan, Coreia do Sul, 2018; Bienal de Kaunas, Lituânia, 2021; Festival de Cinema de Estocolmo, na Suécia; Frestas, Trienal de Artes 2020/21, Sorocaba (SP), Brasil; 13ª Bienal de Kaunas, Kaunas, Lituânia, 2021; Performa 15, Nova York, EUA; Trienal de Aichi, Nagoya, Japão, 2016.

## Prêmios
- 2014 – Prêmio Bonnefanten Award[1]
- 2012 - Indicada ao prêmio Hans Nefkens
- 2011 - Indicada ao prêmio Francophone, França
- 2010 - Carpe Diem Arte e Pesquisa, Lisboa, Portugal
- 2010 - Indicada ao prêmio PIPA
- 2007 - Prêmio aquisição Panorama da Arte Brasileira MAM de São Paulo
- 2006 - Prêmio Marcantônio Vilaça, Brasil
- 1997 - Menção Honrosa: XXV Salão de Belo Horizonte | Belo Horizonte, Brasil